# Citroën Type H
Citroën Type H — фургон, выпускавшийся серийно фирмой Citroën в 1947—81 гг. Также собирался на заводах Бельгии и Нидерландов. Был наиболее распространённым фургоном Франции: всего произведено 473 289 Citroen Type H.
В зависимости от модификации мог именоваться также H, HY, HX, HW, HZ, 1600.
Заменён моделью Citroën C25, совместной разработкой с компанией Fiat (Fiat Ducato).

## История

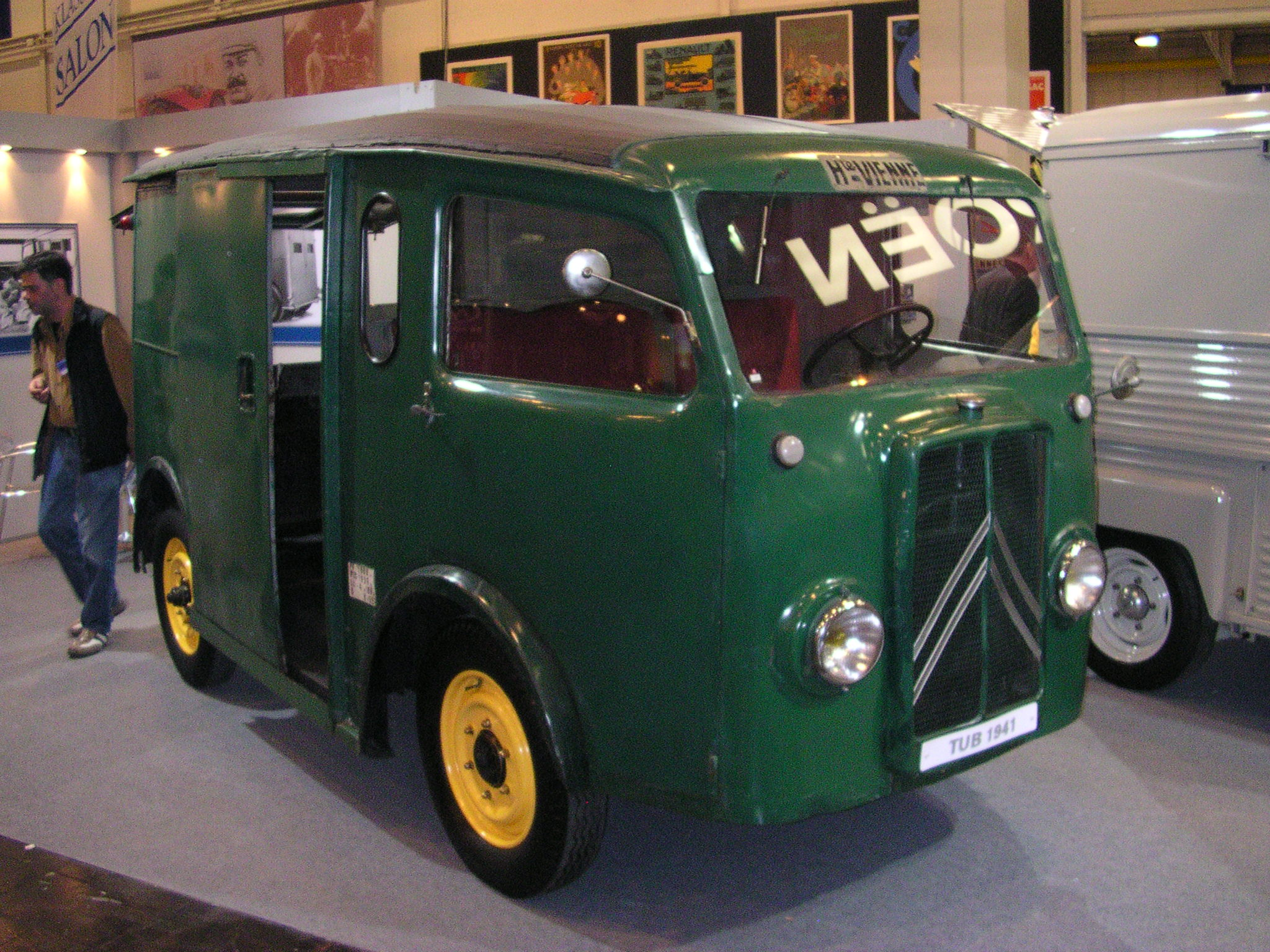
Предшественник «модели H» Citroën TUB

Летом 1944 французское Министерство промышленности разработало план развития национального автомобилестроения в условиях послевоенного дефицита. Этот план получил название «План Пона» по имени его создателя, заместителя министра Поля-Мари Пона.
Согласно данному плану, фирмам Peugeot, Renault и Chenard & Walcker предписывалось в дальнейшем производить автотехнику грузоподъёмностью 1000—1400 кг, а Citroen — 2 и 3,5 тонны.
Однако Пьер-Жюль Буланже, возглавлявший тогда Citroën, не собирался подчиняться административному диктату и запустил в производство Type H с несущим кузовом, быстро завоевавший широкое признание. Переднеприводной фургон и микроавтобус были представлены на Парижском автосалоне 1947 года. Этот автомобиль был дальнейшим развитием довоенной модели Citroën TUB.
Мотор и коробка передач были позаимствованы у модели Traction Avant. Существовали различные заводские модификации автомобиля, включавшие изменение колёсной базы (модификации А— F (+1,2 м базы)), высоты (1,82 — 2,32 см), длины грузового отсека (2,44 м — 4,44 м), и его объёма (7,3 м³ — 17,8 м³).

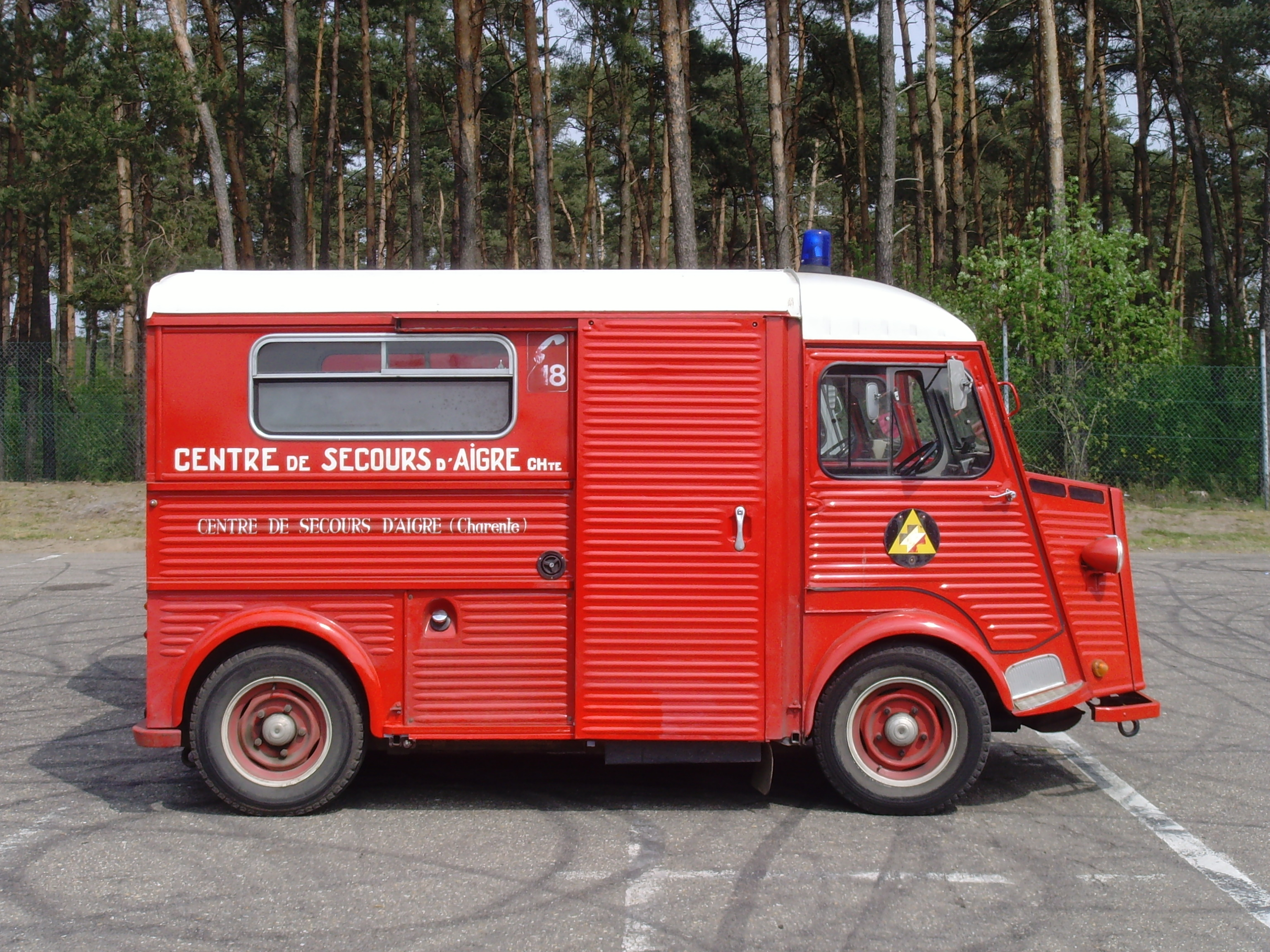
Пожарная машина

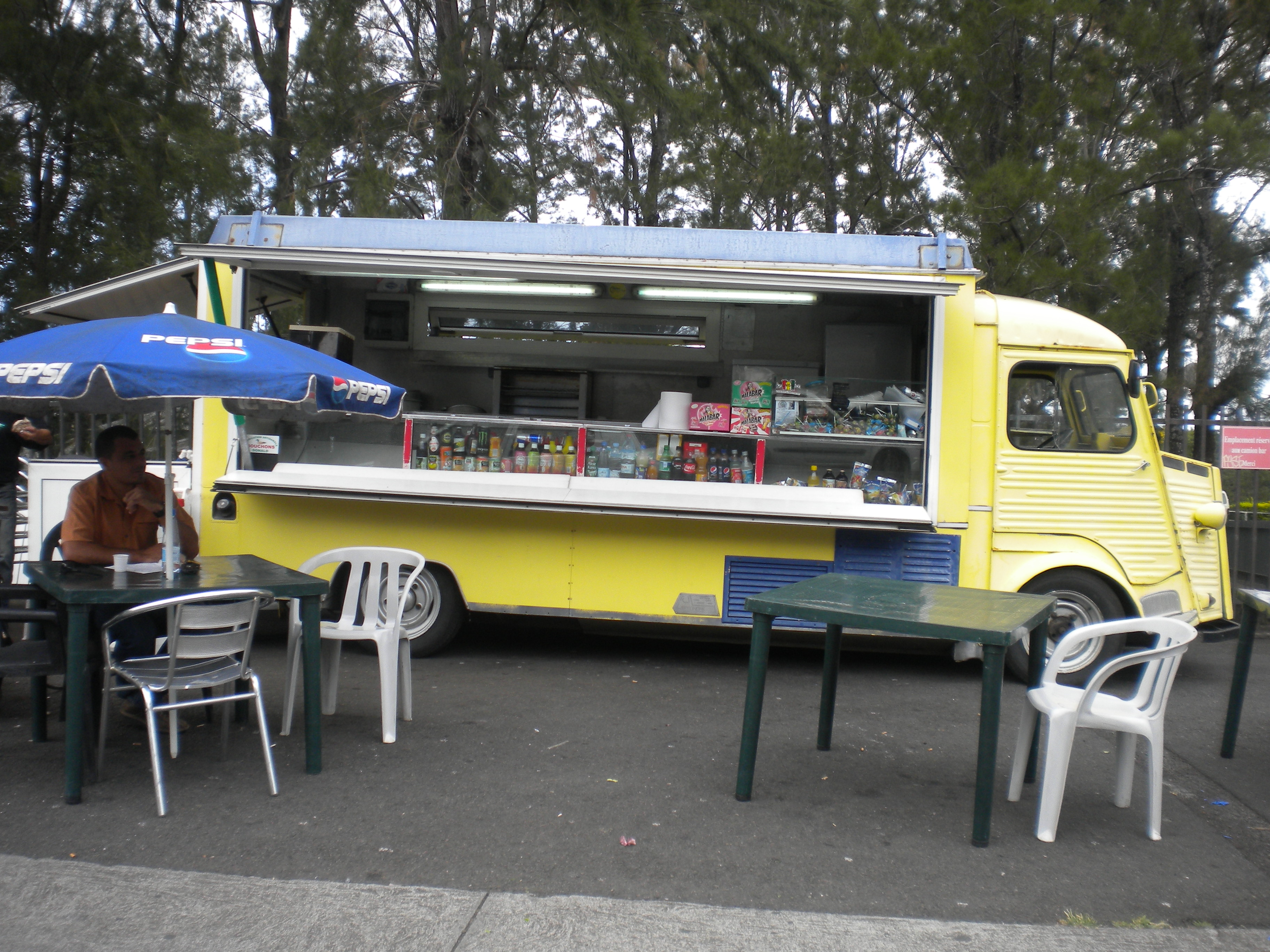
Автолавка

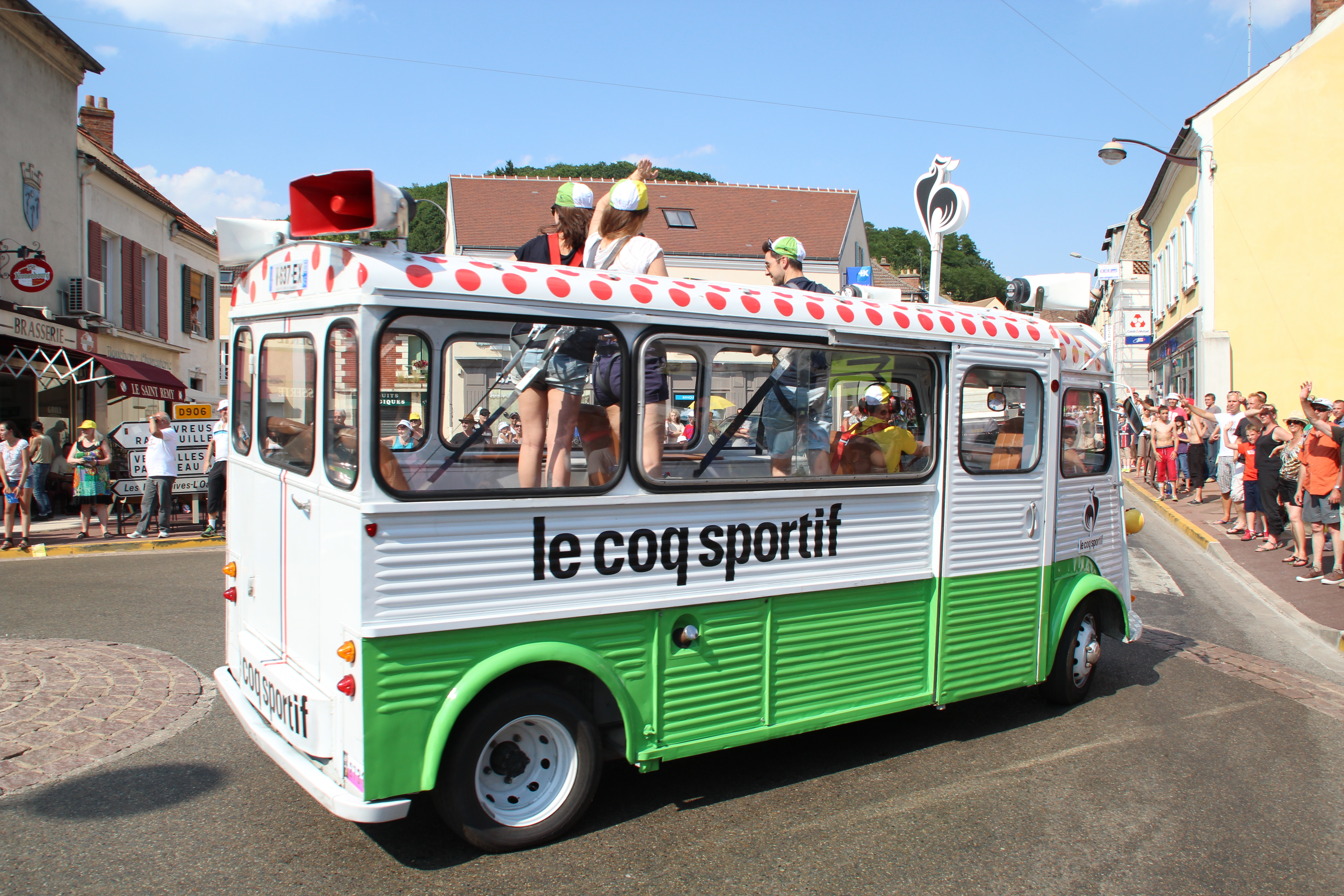
Микроавтобус

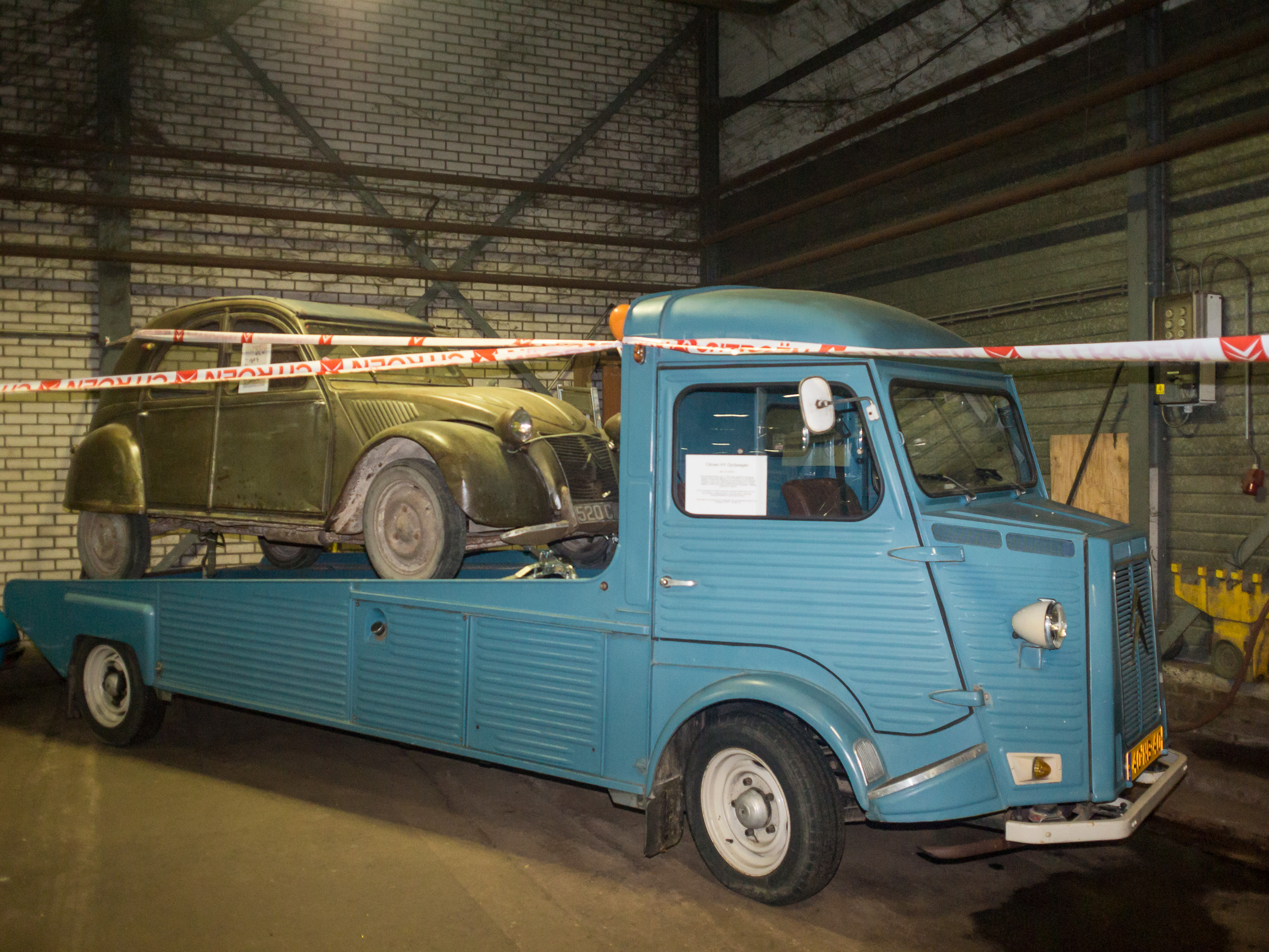
Автотранспортёр

Фургоны Citroën Type H широко применялись в полиции, почте, пожарной охране, больницах.
На заказ кузовостроительные фирмы (в частности, Currus, Gruau, Heuliez SAPA)) изготавливали модификации с двойными кабинами, пикапы, автовозы, автолавки, микроавтобусы, авторефрижераторы, кемперы, транспортёры животных, катафалки, передвижные лаборатории и т. д. Нидерландская компания Ackermann выпускала автомобили скорой помощи с гидропневматической подвеской от модели Citroën DS.

## Изменения в конструкции и модификации (выборочно)

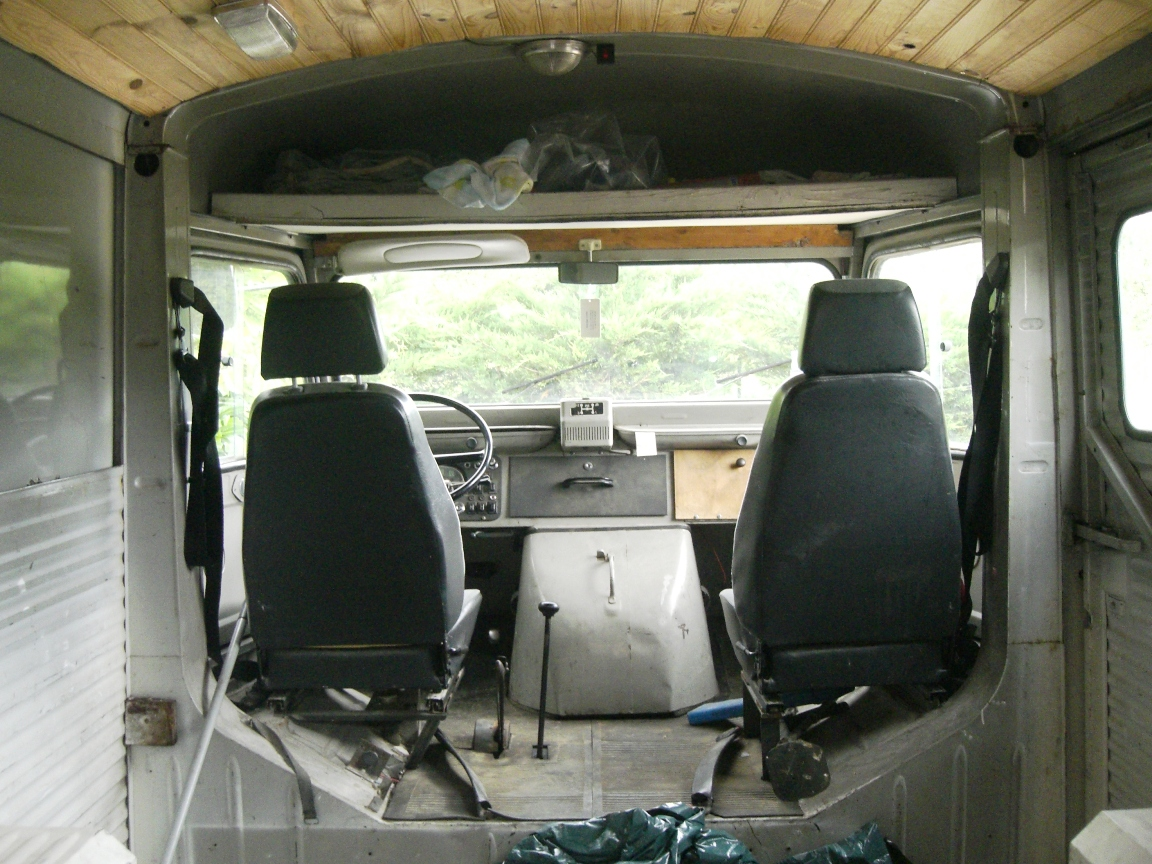
Интерьер Citroën HY

- июнь 1947: H. Грузоподъёмность 1200 кг.
- октябрь 1949: HZ. Со сниженной до 850 кг грузоподъёмностью (и увеличившейся до 88 км/ч скоростью).
- 1953: с марта устанавливается 35-сильный двигатель «11 Performance» (тот же, что с 1939 ставится на Traction Avant), в октябре начат выпуск пикапов HP.
- 1955: с января устанавливаются красные задние габариты и оранжевый стоп-сигнал слева; с мая —двигатель «11 D».
- 1958: HY. Повышенная до 1500 кг грузоподъёмность.
- 1961: HY Di с 1621-см³ дизельным двигателем (Perkins Engines) 4.99 (42 л. с. при 3600 об/мин; 7CV) и 12-вольтовым электрооборудованием; вместо стрелок установлены задние и передние поворотники.
- 1963: HY-72/HZ-72 новый 1628-см³ бензиновый двигатель (45 л. с. при 4200 об/мин (9 CV).
- февраль 1964: HY-IN/HZ-IN новый 1816-см³ дизель от Indenor (50 л. с. при 4000 об/мин), цельное лобовое стекло, приборная доска по типу Ami 6, новые амортизаторы.
- 1966: HY 78/HZ 78 бензиновый двигатель 1911 см³ (58 л. с. при 4500 об/мин).
- 1966: HZ 72 IN/HZ 78 IN масса пустого возросла на тонну.
- сентябрь 1968: двигатель Indenor XDP 88 (8 CV).
- 1969: HX IN2 увеличившаяся масса гружённого (3200 кг)
- 1969: HW ещё более увеличившаяся масса полностью загруженного автомобиля, прямоугольные арки задних колёс .
- 1972: 1600 (HW с гидропневматической подвеской и изменённым кузовом).